# Gustavo Mantuan
Gustavo Mantuan (Santo André, 20 de junho de 2001) é um futebolista brasileiro que atua como atacante e meia. Atualmente joga pelo Zenit.

## Carreira

### Início
Natural de Santo André, Mantuan iniciou sua carreira no futsal do Corinthians aos seis anos, permanecendo na modalidade até os 13, quando fez a transição para o campo. Apesar de seu talento, Mantuan sofreu com algumas lesões nas categorias de base, sofrendo duas lesões de rompimento de ligamento em seu joelho que lhe obrigaram a ficar um tempo parado: uma ocorreu em setembro de 2017 onde voltou a jogar apenas em julho de 2018 e outra em 2019, voltando apenas em 2020.
Na Copinha de 2019, foi um dos destaques do Timão tendo feito cinco partidas e dois gols, nas goleadas contra o Porto-PE e o Visão Celeste. Pelo seu bom desempenho, em março renovou seu contrato que ia até 2020 para 2024, com uma alta multa rescisória não revelada.

#### 2020
Participou também da Copa São Paulo de 2020, onde marcou dois gols em cinco jogos. Mantuan fez sua estreia pelo Timão em 24 de setembro na vitória de 1–0 sobre o Sport na 12ª rodada do Brasileirão, entrando aos 38 minutos do segundo e teve uma boa atuação.

#### 2021
Após quase dez meses parado, voltou a ficar apto para atuar no final de agosto. Após 353 dias parado, retornou a campo nos minutos finais da derrota de 1–0 para o Sport na 25ª rodada do Campeonato.
Tendo sua saída especulada por só ter atuado 16 minutos de dois jogos, Mantuan teve sua saída barrada pelo então técnico Sylvinho que tinha planos de integrá-lo novamente na temporada seguinte.

#### 2022

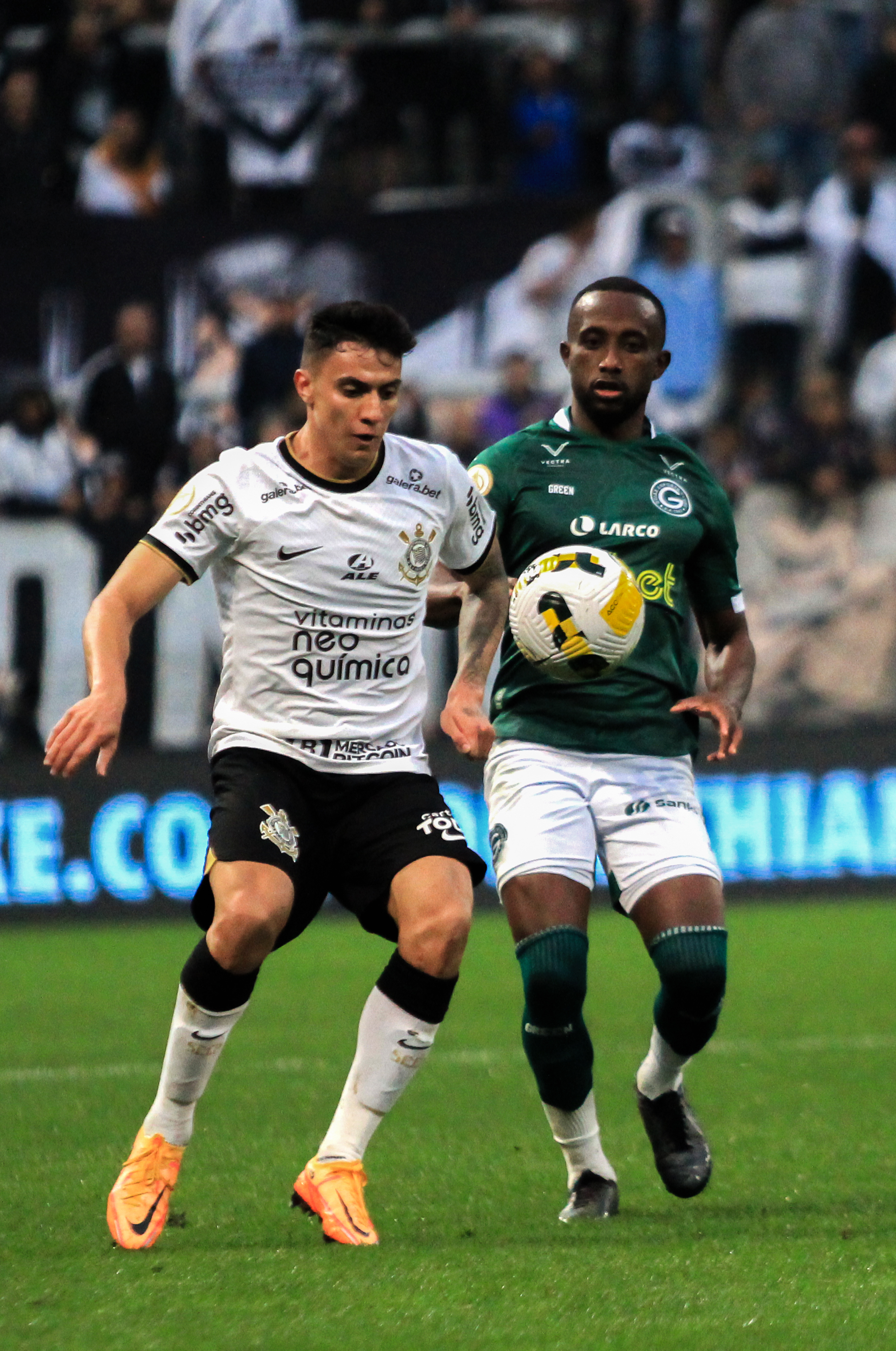
Mantuan pelo em 2022

Fez o gol da vitória sobre o Atlético Goianiense na 31ª rodada do Campeonato Brasileiro. Com Vítor Pereira e devido a lesão do titular da posição Fagner, Mantuan foi recuado para a lateral-direita e ala-direita, apesar de ser meia sua posição oficial, jogando pelo lado direito na maioria dos últimos 20 dos 22 partidas. Era o atleta do Corinthians com mais participações diretas em gols no Brasileirão até metade de junho, com quatro gols e uma assistência.
No final de junho, renovou seu contrato com o Timão até 2027 para concretizar seu empréstimo ao Zenit, da Rússia, indo juntamente com o goleiro Ivan em troca do atacante Yuri Alberto. Sua última partida pelo clube foi em 22, a vitória de 4–0 sobre Santos na partida de volta das oitavas da Copa do Brasil, onde fez o primeiro gol do Timão. Mantuan disputou 33 jogos na temporada e marcou cinco gols. e ao todo, foram 43 partidas e seis bolas na rede.

### Zenit

#### 2022–23

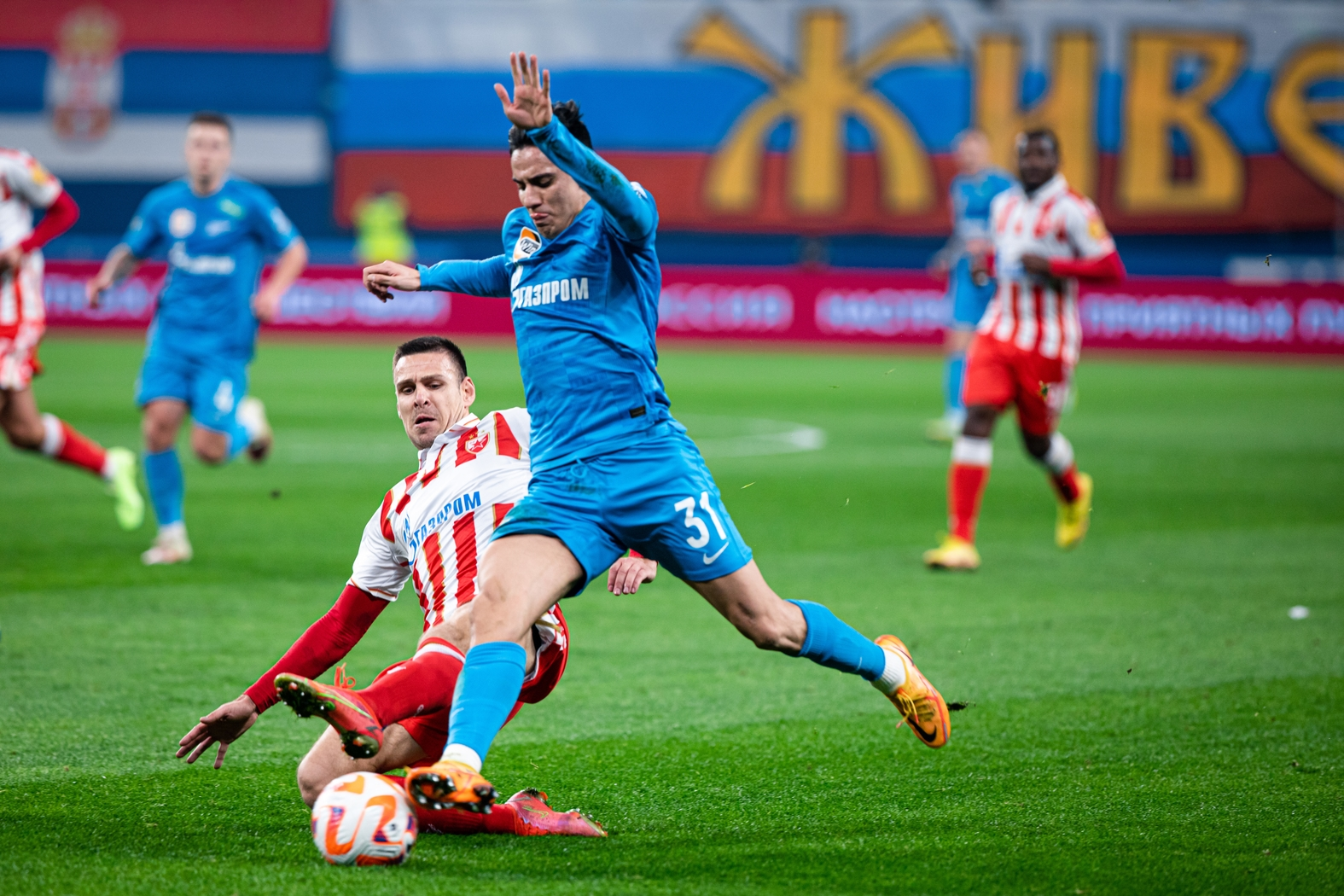
Mantuan em 2022 em partida contra o

Sua chegada ao clube russo foi anunciada em 29 de junho, ficando emprestado até junho de 2023 com opção de compra de 10 milhões de euros (55,1 milhões de reais) ao final do período. Foi apresentado oficialmente em 19 de julho, escolhendo a camisa 31 para utilizar.
Entrando aos 15 do segundo tempo, logo em sua estreia marcou o gol da vitória do Zenit por 2–1 sobre CSKA Moscou pela 5ª rodada do Campeonato Russo em 13 de agosto. Mantuan contribuiu para o título nacional antecipado do clube na 30ª rodada do campeonato, entrando no decorrer do jogo e concedendo uma assistência para terceiro gol da vitória por 3–2 sobre o Spartak Moscou.
Apesar de reserva na maioria dos jogos, Mantuan entrou e participou com regularidade da maioria dos jogos pelo clube russo, com 26 jogos e quatro gols até o momento. Sua boa participação fez com que o clube russo sinalize para comprá-lo em definitivo ao fim do empréstimo, fato que aconteceu e foi anunciado em 23 de junho. Mantuan assinou contrato com clube russo até 2028, que adquiriu 40% de seu passe por 2 milhões de euros.

#### 2023–24
Em 26 de maio, Mantuan fez um dos gols na vitória por 2–1 sobre o Rostov na última rodada do Campeonato Russo, que garantiu o título nacional pela sexta vez seguida ao clube. Também participou da conquista da Copa da Rússia, vencida após a vitória por 2–1 de virada sobre o Baltika Kaliningrado em 2 de junho.

## Seleção Brasileira

### Sub-15
Em 17 de novembro de 2016, foi um dos 15 convocados pelo técnico Guilherme Dalla Déa para dois jogos contra a Seleção Inglaterra nos dias 23 e 25 do mesmo mês.

### Sub-20
Foi um dos convocados para representar o Sub-20 para um período de treinos entre 21 e 31 outubro de 2020. Num dos jogos-treino, contra o Sub-23 do próprio Corinthians no dia 28, acabou rompendo os ligamentos do ombro e voltou a atuar novamente apenas em 2021.

## Vida pessoal
Seu irmão mais velho, Guilherme Mantuan, também é futebolista e atua como volante. Além disso, possui cidadania italiana.

## Estatísticas
Atualizadas até dia 15 de julho de 2023.

### Clubes
| Clube             | Temporada         | Campeonato Nacional | Campeonato Nacional | Campeonato Nacional | Copa Nacional[a] | Copa Nacional[a] | Copa Nacional[a] | Competições Continentais[b] | Competições Continentais[b] | Competições Continentais[b] | Outros Torneios[c] | Outros Torneios[c] | Outros Torneios[c] | Total | Total | Total   |
| Clube             | Temporada         | Jogos               | Gols                | Assist.             | Jogos            | Gols             | Assist.          | Jogos                       | Gols                        | Assist.                     | Jogos              | Gols               | Assist.            | Jogos | Gols  | Assist. |
| ----------------- | ----------------- | ------------------- | ------------------- | ------------------- | ---------------- | ---------------- | ---------------- | --------------------------- | --------------------------- | --------------------------- | ------------------ | ------------------ | ------------------ | ----- | ----- | ------- |
| Corinthians       | 2020              | 7                   | 0                   | 0                   | —                | —                | —                | —                           | —                           | —                           | —                  | —                  | —                  | 7     | 1     | 0       |
| Corinthians       | 2021              | 3                   | 0                   | 0                   | —                | —                | —                | —                           | —                           | —                           | —                  | —                  | —                  | 3     | 0     | 0       |
| Corinthians       | 2022              | 14                  | 3                   | 1                   | 3                | 1                | 0                | 7                           | 0                           | 0                           | 9                  | 1                  | 0                  | 33    | 5     | 1       |
| Corinthians       | Total             | 24                  | 3                   | 1                   | 3                | 1                | 0                | 7                           | 0                           | 0                           | 9                  | 1                  | 0                  | 43    | 6     | 1       |
| Zenit             | 2022–23           | 22                  | 6                   | 2                   | 6                | 0                | 0                | —                           | —                           | —                           | —                  | —                  | —                  | 28    | 6     | 4       |
| Zenit             | 2023–24           | 26                  | 3                   | 3                   | 9                | 1                | 0                | —                           | —                           | —                           | 1                  | 0                  | 0                  | 36    | 4     | 1       |
| Zenit             | Total             | 48                  | 9                   | 5                   | 15               | 1                | 0                | 0                           | 0                           | 0                           | 1                  | 0                  | 0                  | 64    | 10    | 5       |
| Total na carreira | Total na carreira | 72                  | 12                  | 6                   | 18               | 2                | 0                | 7                           | 0                           | 0                           | 10                 | 1                  | 0                  | 107   | 16    | 6       |

- a. ^ Jogos da Copa do Brasil e Copa da Rússia
- b. ^ Jogos da Copa Libertadores da América
- c. ^ Jogos do Campeonato Paulista e Supercopa da Rússia

## Títulos

### Zenit
- Campeonato Russo: 2022–23, 2023–24
- Copa da Rússia: 2023–24
- Supercopa da Rússia: 2023, 2024[31]